# Magnolia montana
Magnolia montana là một loài thực vật có hoa trong họ Magnoliaceae. Loài này được (Blume) Figlar mô tả khoa học đầu tiên năm 2000.